# Serkan Göksu
Serkan Göksu (Istanbul, 19 maggio 1993) è un calciatore turco, centrocampista dell'Ümraniyespor.

## Carriera
Cresciuto nel settore giovanile del Galatasaray, tra il 2013 e il 2014 gioca in prestito nella terza divisione turca con Bayrampaşaspor e Yeni Malatyaspor. Sempre nel 2014 viene acquistato a titolo definitivo dall'Altınordu, dove in quattro stagioni totalizza 111 presenze e due reti nella seconda divisione turca. Nel 2018 viene ceduto all'Ümraniyespor, altro club della seconda divisione turca, con cui nella stagione 2021-2022 ottiene la promozione in massima serie; l'8 agosto 2022 debutta in Süper Lig, in occasione dell'incontro pareggiato per 3-3 contro il Fenerbahçe.

## Statistiche

### Presenze e reti nei club
Statistiche aggiornate al 28 aprile 2023.
| Stagione            | Squadra             | Campionato          | Campionato | Campionato | Coppe nazionali | Coppe nazionali | Coppe nazionali | Coppe continentali | Coppe continentali | Coppe continentali | Altre coppe | Altre coppe | Altre coppe | Totale | Totale |
| Stagione            | Squadra             | Comp                | Pres       | Reti       | Comp            | Pres            | Reti            | Comp               | Pres               | Reti               | Comp        | Pres        | Reti        | Pres   | Reti   |
| ------------------- | ------------------- | ------------------- | ---------- | ---------- | --------------- | --------------- | --------------- | ------------------ | ------------------ | ------------------ | ----------- | ----------- | ----------- | ------ | ------ |
| gen.-giu. 2013      | Bayrampaşaspor      | 2L                  | 15+2       | 1+0        | CT              | -               | -               |                    | -                  | -                  |             | -           | -           | 17     | 1      |
| 2013-2014           | Yeni Malatyaspor    | 2L                  | 30+1       | 0          | CT              | 1               | 0               |                    | -                  | -                  |             | -           | -           | 32     | 0      |
| 2014-2015           | Altınordu           | 1L                  | 21         | 2          | CT              | 8               | 0               |                    | -                  | -                  |             | -           | -           | 29     | 2      |
| 2015-2016           | Altınordu           | 1L                  | 25         | 0          | CT              | 1               | 0               |                    | -                  | -                  |             | -           | -           | 26     | 0      |
| 2016-2017           | Altınordu           | 1L                  | 33         | 0          | CT              | 0               | 0               |                    | -                  | -                  |             | -           | -           | 33     | 0      |
| 2017-2018           | Altınordu           | 1L                  | 32         | 0          | CT              | 0               | 0               |                    | -                  | -                  |             | -           | -           | 32     | 0      |
| Totale Altınordu    | Totale Altınordu    | Totale Altınordu    | 111        | 2          |                 | 9               | 0               |                    | -                  | -                  |             | -           | -           | 120    | 2      |
| 2018-2019           | Ümraniyespor        | 1L                  | 30         | 1          | CT              | 9               | 0               |                    | -                  | -                  |             | -           | -           | 39     | 1      |
| 2019-2020           | Ümraniyespor        | 1L                  | 29         | 3          | CT              | 1               | 0               |                    | -                  | -                  |             | -           | -           | 30     | 3      |
| 2020-2021           | Ümraniyespor        | 1L                  | 33         | 2          | CT              | 0               | 0               |                    | -                  | -                  |             | -           | -           | 33     | 2      |
| 2021-2022           | Ümraniyespor        | 1L                  | 30         | 2          | CT              | 3               | 0               |                    | -                  | -                  |             | -           | -           | 33     | 2      |
| 2022-2023           | Ümraniyespor        | SL                  | 25         | 0          | CT              | 2               | 0               |                    | -                  | -                  |             | -           | -           | 27     | 0      |
| Totale Ümraniyespor | Totale Ümraniyespor | Totale Ümraniyespor | 147        | 8          |                 | 15              | 0               |                    | -                  | -                  |             | -           | -           | 162    | 8      |
| Totale carriera     | Totale carriera     | Totale carriera     | 306        | 11         |                 | 25              | 0               |                    | -                  | -                  |             | -           | -           | 331    | 11     |